# Ritter Göttscheid
Der Ritter Göttscheid stammt der Sage nach aus dem Ortsteil Köbach der Gemeinde Neunkirchen-Seelscheid. Nach ihm wurde die Grundschule im Ortsteil Neunkirchen benannt.
Der Sage zufolge soll er eines Tages im Wald auf einen großen Keiler getroffen sein, der auf ihn losging. In Todesangst schwor er sich den Kirchturm der in Neunkirchen errichteten Kirche durch die Spende einer riesigen Eiche zu unterstützen.
In diesem Zusammenhang sei Neunkirchen dann auch zu seinem Namen gekommen, da von diesem Kirchturm aus acht Kirchen zu sehen gewesen seien, und dies die neunte sei.